# Watsa
Watsa är en ort i Kongo-Kinshasa. Den ligger i provinsen Haut-Uele, i den nordöstra delen av landet, 1 800 km nordost om huvudstaden Kinshasa. Watsa ligger 1 018 meter över havet och antalet invånare är 356 409.